# East McKenzie (Dakota del Norte)
East McKenzie es un territorio no organizado ubicado en el condado de McKenzie en el estado estadounidense de Dakota del Norte. En el Censo de 2010 tenía una población de 43 habitantes y una densidad poblacional de 0,53 personas por km².

## Geografía
East McKenzie se encuentra ubicado en las coordenadas 47°53′7″N 102°49′44″O / 47.88528, -102.82889. Según la Oficina del Censo de los Estados Unidos, East McKenzie tiene una superficie total de 81.83 km², de la cual 81.8 km² corresponden a tierra firme y (0.03%) 0.03 km² es agua.

## Demografía
Según el censo de 2010, había 43 personas residiendo en East McKenzie. La densidad de población era de 0,53 hab./km². De los 43 habitantes, East McKenzie estaba compuesto por el 90.7% blancos, el 0% eran afroamericanos, el 6.98% eran amerindios, el 0% eran asiáticos, el 0% eran isleños del Pacífico, el 0% eran de otras razas y el 2.33% pertenecían a dos o más razas. Del total de la población el 2.33% eran hispanos o latinos de cualquier raza.